# Divisão Especial 1988
Die Divisão Especial 1988 war die neunte Spielzeit der zweiten Fußballliga Brasiliens.

## Saisonverlauf
Der Wettbewerb startete am 8. Oktober 1988 in seine neue Saison und endete am 11. Februar 1989. Die Meisterschaft wurde vom nationalen Verband CBF ausgerichtet. Am Ende der Saison konnte der AA Internacional (Limeira) die Meisterschaft feiern.
Der Wettbewerb wurde in vier Gruppenphasen und einem Finale ausgetragen. Alle Begegnungen wurden in Hin- und Rückspiel ausgetragen. Die beiden Bestplatzierten der letzten Gruppenrunde bestritten das Finale. Beide Finalisten qualifizierten sich für die erste Liga 1989.

## Teilnehmer
Die Qualifikation erfolgte über das Abschneiden in den Fußballmeisterschaften der Bundesstaaten von Brasilien.
América Mineiro ersetzte den CS Alagoano aus der Staatsmeisterschaft von Alagoas, welcher seine Meldung zurückzog.
Die Teilnehmer waren:
| Bundesstaat        | Klub                       | Ergebnis    |
| ------------------ | -------------------------- | ----------- |
| Bahia              | AE Catuense                | 2. Runde    |
| Bahia              | Fluminense de Feira FC     | 2. Runde    |
| Ceará              | Ceará SC                   | 2. Runde    |
| Espírito Santo     | Rio Branco AC              | 1. Runde    |
| Goiás              | Atlético Goianiense        | 2. Runde    |
| Mato Grosso do Sul | Operário FC (MS)           | 3. Runde    |
| Minas Gerais       | América Mineiro            | Endrunde    |
| Minas Gerais       | Uberlândia EC              | 1. Runde    |
| Minas Gerais       | Valeriodoce EC             | 3. Runde    |
| Paraíba            | FC Treze                   | 1. Runde    |
| Paraná             | Grêmio Maringá             | 1. Runde    |
| Paraná             | Londrina EC                | 1. Runde    |
| Pernambuco         | Central SC                 | 1. Runde    |
| Pernambuco         | Náutico Capibaribe         | Vizemeister |
| Rio de Janeiro     | Americano FC (RJ)          | Endrunde    |
| Rio Grande do Sul  | SER Caxias do Sul          | 3. Runde    |
| Rio Grande do Sul  | EC Juventude               | 2. Runde    |
| Rio Grande do Sul  | EC Pelotas                 | 1. Runde    |
| Santa Catarina     | Avaí FC                    | 2. Runde    |
| Santa Catarina     | Joinville EC               | 3. Runde    |
| São Paulo          | AA Internacional (Limeira) | Meister     |
| São Paulo          | AA Ponte Preta             | Endrunde    |
| São Paulo          | Botafogo FC (SP)           | 2. Runde    |
| São Paulo          | CA Juventus                | 1. Runde    |

## Modus
Punktevergabe
- bei einem Sieg gab es drei Punkte
- bei einem Unentschieden wurde der Sieger im Elfmeterschießen ermittelt.
  - der Sieger erhielt zwei Punkte
  - der Verlierer erhielt einen Punkt

## 1. Runde
In der ersten Runde traten die 24 Teilnehmer in gelosten Spielen einmal in Hin- und Rückspiel gegeneinander an. Die Sieger zogen in die zweite Runde ein.
Die Gruppen beginnen mit dem Buchstaben C, um eine Verwechselung mit den Gruppen aus der ersten Liga zu vermeiden.

### Gruppe C
| Rang | Verein                 | Sp. | S | E-S | E-N | N | Tore  | Diff. | Punkte |
| ---- | ---------------------- | --- | - | --- | --- | - | ----- | ----- | ------ |
| 1.   | Náutico Capibaribe     | 10  | 6 | 1   | 1   | 2 | 12:5  | +3    | 21     |
| 2.   | Fluminense de Feira FC | 10  | 4 | 3   | 3   | 0 | 10:4  | +6    | 21     |
| 3.   | AE Catuense            | 10  | 4 | 2   | 2   | 2 | 15:12 | +3    | 18     |
| 4.   | Ceará SC               | 10  | 2 | 2   | 1   | 5 | 6:12  | −6    | 11     |
| 5.   | Central SC             | 10  | 1 | 3   | 2   | 4 | 3:8   | −5    | 11     |
| 6.   | FC Treze               | 10  | 1 | 1   | 3   | 5 | 7:12  | −5    | 8      |

### Gruppe D
| Rang | Verein            | Sp. | S | E-S | E-N | N | Tore  | Diff. | Punkte |
| ---- | ----------------- | --- | - | --- | --- | - | ----- | ----- | ------ |
| 1.   | AA Ponte Preta    | 10  | 4 | 2   | 2   | 2 | 13:7  | +6    | 18     |
| 2.   | Americano FC (RJ) | 10  | 4 | 1   | 4   | 1 | 14:9  | +6    | 18     |
| 3.   | América Mineiro   | 10  | 4 | 2   | 2   | 2 | 10:6  | +4    | 18     |
| 4.   | Valeriodoce EC    | 10  | 4 | 2   | 1   | 3 | 12:10 | +2    | 17     |
| 5.   | CA Juventus       | 10  | 2 | 2   | 2   | 4 | 9:9   | ±0    | 12     |
| 6.   | Rio Branco AC     | 10  | 1 | 2   | 0   | 7 | 6:23  | −17   | 7      |

### Gruppe E
| Rang | Verein                     | Sp. | S | E-S | E-N | N | Tore  | Diff. | Punkte |
| ---- | -------------------------- | --- | - | --- | --- | - | ----- | ----- | ------ |
| 1.   | AA Internacional (Limeira) | 10  | 5 | 3   | 1   | 1 | 11:6  | +5    | 22     |
| 2.   | Botafogo FC (SP)           | 10  | 4 | 1   | 2   | 3 | 10:8  | +2    | 16     |
| 3.   | Atlético Goianiense        | 10  | 4 | 0   | 3   | 3 | 17:13 | +4    | 15     |
| 4.   | Operário FC (MS)           | 10  | 3 | 2   | 2   | 3 | 14:13 | +1    | 15     |
| 5.   | Grêmio Maringá             | 10  | 3 | 2   | 1   | 4 | 7:13  | −6    | 14     |
| 6.   | Uberlândia EC              | 10  | 1 | 2   | 1   | 6 | 9:15  | −6    | 8      |

### Gruppe F
| Rang | Verein            | Sp. | S | E-S | E-N | N | Tore  | Diff. | Punkte |
| ---- | ----------------- | --- | - | --- | --- | - | ----- | ----- | ------ |
| 1.   | Joinville EC      | 10  | 4 | 4   | 2   | 0 | 16:9  | +7    | 22     |
| 2.   | SER Caxias do Sul | 10  | 4 | 2   | 2   | 2 | 13:11 | +2    | 18     |
| 3.   | Avaí FC           | 10  | 3 | 1   | 4   | 2 | 10:6  | +4    | 15     |
| 4.   | EC Juventude      | 10  | 3 | 2   | 0   | 5 | 6:10  | −4    | 13     |
| 5.   | Londrina EC       | 10  | 3 | 1   | 1   | 5 | 8:13  | −5    | 12     |
| 6.   | EC Pelotas        | 10  | 2 | 1   | 2   | 5 | 8:12  | −4    | 10     |

## 2. Runde

### Gruppe G
| Rang | Verein            | Sp. | S | E-S | E-N | N | Tore | Diff. | Punkte |
| ---- | ----------------- | --- | - | --- | --- | - | ---- | ----- | ------ |
| 1.   | Operário FC (MS)  | 6   | 5 | 0   | 0   | 1 | 9:4  | +5    | 15     |
| 2.   | SER Caxias do Sul | 6   | 4 | 0   | 1   | 1 | 10:4 | +6    | 13     |
| 3.   | Botafogo FC (SP)  | 6   | 1 | 1   | 1   | 3 | 5:7  | −2    | 6      |
| 4.   | EC Juventude      | 6   | 0 | 1   | 0   | 5 | 2:11 | −9    | 2      |

### Gruppe H
| Rang | Verein                     | Sp. | S | E-S | E-N | N | Tore | Diff. | Punkte |
| ---- | -------------------------- | --- | - | --- | --- | - | ---- | ----- | ------ |
| 1.   | AA Internacional (Limeira) | 6   | 4 | 1   | 0   | 1 | 11:6 | +5    | 14     |
| 2.   | Joinville EC               | 6   | 3 | 0   | 1   | 2 | 5:4  | +1    | 10     |
| 3.   | Atlético Goianiense        | 6   | 2 | 0   | 0   | 4 | 6:10 | −4    | 6      |
| 4.   | Avaí FC                    | 6   | 2 | 0   | 0   | 4 | 8:10 | −2    | 6      |

### Gruppe I
Aufgrund von finanziellen Problemen hat der für diese Gruppe qualifizierte Ceará SC nicht mehr an den Spielen teilgenommen.
| Rang | Verein                 | Sp. | S | E-S | E-N | N | Tore | Diff. | Punkte |
| ---- | ---------------------- | --- | - | --- | --- | - | ---- | ----- | ------ |
| 1.   | AA Ponte Preta         | 4   | 3 | 0   | 0   | 1 | 5:3  | +2    | 9      |
| 2.   | Americano FC (RJ)      | 4   | 2 | 0   | 0   | 2 | 3:3  | ±0    | 6      |
| 3.   | Fluminense de Feira FC | 4   | 1 | 0   | 0   | 3 | 2:4  | −2    | 3      |

### Gruppe J
| Rang | Verein             | Sp. | S | E-S | E-N | N | Tore | Diff. | Punkte |
| ---- | ------------------ | --- | - | --- | --- | - | ---- | ----- | ------ |
| 1.   | Náutico Capibaribe | 6   | 4 | 0   | 1   | 1 | 9:7  | +2    | 13     |
| 2.   | Valeriodoce EC     | 6   | 3 | 2   | 0   | 1 | 7:5  | +2    | 13     |
| 3.   | América Mineiro    | 6   | 3 | 0   | 0   | 3 | 7:4  | +3    | 9      |

## 3. Runde

### Gruppe K
| Rang | Verein                     | Sp. | S | E-S | E-N | N | Tore | Diff. | Punkte |
| ---- | -------------------------- | --- | - | --- | --- | - | ---- | ----- | ------ |
| 1.   | AA Internacional (Limeira) | 6   | 4 | 1   | 1   | 0 | 15:6 | +9    | 15     |
| 2.   | Náutico Capibaribe         | 6   | 3 | 2   | 0   | 1 | 11:8 | +3    | 13     |
| 3.   | Valeriodoce EC             | 6   | 1 | 0   | 1   | 4 | 9:13 | −4    | 4      |
| 4.   | Operário FC (MS)           | 6   | 0 | 1   | 2   | 3 | 3:11 | −8    | 4      |

### Gruppe L
| Rang | Verein            | Sp. | S | E-S | E-N | N | Tore | Diff. | Punkte |
| ---- | ----------------- | --- | - | --- | --- | - | ---- | ----- | ------ |
| 1.   | Americano FC (RJ) | 6   | 3 | 0   | 2   | 1 | 6:6  | ±0    | 11     |
| 2.   | AA Ponte Preta    | 6   | 2 | 2   | 0   | 2 | 8:6  | +2    | 10     |
| 3.   | Joinville EC      | 6   | 2 | 1   | 1   | 2 | 6:7  | −1    | 9      |
| 4.   | SER Caxias do Sul | 6   | 2 | 0   | 0   | 4 | 8:9  | −1    | 6      |

## Finalrunde
In der Finalrunde trugen alle vier Klubs Hin- und Rückspiele gegeneinander aus.
| Datum      |                            | Ergebnis        |                            |
| ---------- | -------------------------- | --------------- | -------------------------- |
| 13.12.1988 | AA Ponte Preta             | 3:2             | AA Internacional (Limeira) |
| 13.12.1988 | Americano FC (RJ)          | 0:0 (4:5 i. E.) | Náutico Capibaribe         |
| 15.12.1988 | AA Internacional (Limeira) | 1:0             | Americano FC (RJ)          |
| 15.12.1988 | Náutico Capibaribe         | 2:1             | AA Ponte Preta             |
| 17.12.1988 | Náutico Capibaribe         | 1:1 (3:4 i. E.) | AA Internacional (Limeira) |
| 18.12.1988 | Americano FC (RJ)          | 0:1             | AA Ponte Preta             |
| 28.12.1988 | AA Internacional (Limeira) | 1:1 (6:5 i. E.) | AA Ponte Preta             |
| 28.12.1988 | Náutico Capibaribe         | 2:1             | Americano FC (RJ)          |
| 31.12.1988 | AA Ponte Preta             | 3:0             | Americano FC (RJ)          |
| 31.12.1988 | AA Internacional (Limeira) | 1:0             | Náutico Capibaribe         |
| 2.2.1989   | Americano FC (RJ)          | 1:1 (3:4 i. E.) | AA Internacional (Limeira) |
| 2.2.1989   | AA Ponte Preta             | 1:1 (3:4 i. E.) | Náutico Capibaribe         |

### Tabelle Finalrunde
Tabellenerster und -zweiter trugen das Finale aus qualifizierten sich für die ersten Liga 1989.
Nach Abschluss der Endrunde waren Náutico Capibaribe und der AA Ponte Preta punktgleich. Ponte Preta wurde zunächst als Tabellenzweiter der Endrunde angegeben. Diese hatten die höhere Anzahl Siege, welche in der Bewertung zunächst maßgeblich waren. Náutico legte gegen diese Wertung Berufung ein. Es wurde argumentiert, dass die Siege über das gesamte Turnier hinweg betrachtet werden müssten. Der Verband folgte der Argumentation und erklärte Náutico zum Zweiten der Endrunde.
| Rang | Verein                     | Sp. | S | E-S | E-N | N | Tore | Diff. | Punkte |
| ---- | -------------------------- | --- | - | --- | --- | - | ---- | ----- | ------ |
| 1.   | AA Internacional (Limeira) | 6   | 2 | 3   | 0   | 1 | 7:6  | +1    | 12     |
| 2.   | Náutico Capibaribe         | 6   | 2 | 2   | 1   | 1 | 7:6  | +1    | 11     |
| 3.   | AA Ponte Preta             | 6   | 3 | 0   | 2   | 1 | 10:6 | +4    | 11     |
| 4.   | Americano FC (RJ)          | 6   | 0 | 0   | 2   | 4 | 2:8  | −6    | 2      |

## Finale
| AA Internacional (Limeira)                                     | AA Internacional (Limeira) | Náutico Capibaribe | Náutico Capibaribe |
| -------------------------------------------------------------- | --- | --- | ------------------ |
| AA Internacional (Limeira)                                     | \| 11. Februar 1989 in Limeira (Estádio Major José Levy Sobrinho) \| \| Ergebnis: 2:1 (1:1) \| \| Zuschauer: 7.554 \| \| Schiedsrichter: Wilson Carlos dos Santos \| | \| 11. Februar 1989 in Limeira (Estádio Major José Levy Sobrinho) \| \| Ergebnis: 2:1 (1:1) \| \| Zuschauer: 7.554 \| \| Schiedsrichter: Wilson Carlos dos Santos \| | Náutico Capibaribe |
| AA Internacional (Limeira)                                     | Silas – China, Edvaldo, Alves, Pecos – Manguinha, Gustavo, Machado – Gil (Silvinho ), Jefferson (Amarildo ), Paulo Matos Cheftrainer: Pepe                           | Pedrinho – Jorginho, Fernando Borges, Barros, Júnior Guimarães – Luís Fernando, Nivaldo, Aroldo (Muller ) – Newton, Marcão (Erasmo ), Augusto Cheftrainer: Pinho     | Náutico Capibaribe |
| AA Internacional (Limeira)                                     | 1:0 Machado (15.) 2:1 Silvinho (82.) | 1:1 Newton (17.) | Náutico Capibaribe |
| AA Internacional (Limeira)                                     | Edvaldo, Pecos | Barros, Jorginho | Náutico Capibaribe |
| 11. Februar 1989 in Limeira (Estádio Major José Levy Sobrinho) | | |                    |
| Ergebnis: 2:1 (1:1)                                            | | |                    |
| Zuschauer: 7.554                                               | | |                    |
| Schiedsrichter: Wilson Carlos dos Santos                       | | |                    |

## Abschlusstabelle
Die Tabelle diente lediglich zur Feststellung der Platzierung der einzelnen Mannschaften in der Saison. Sie wurde zeitweise vom Verband auch zur Ermittlung einer ewigen Rangliste herangezogen. Sie setzt sich zusammen aus allen ausgetragenen Spielen. In der Sortierung hat das Erreichen der jeweiligen Finalphase Vorrang vor den erzielten Punkten.
| Rang | Verein                     | Sp. | S  | E-S | E-N | N  | Tore  | Diff. | Punkte |
| ---- | -------------------------- | --- | -- | --- | --- | -- | ----- | ----- | ------ |
| 01.  | AA Internacional (Limeira) | 29  | 16 | 8   | 2   | 3  | 46:25 | +21   | 66     |
| 02.  | Náutico Capibaribe         | 29  | 15 | 5   | 3   | 6  | 39:27 | +12   | 58     |
| 03.  | AA Ponte Preta             | 26  | 12 | 4   | 4   | 6  | 36:22 | +14   | 48     |
| 04.  | Americano FC (RJ)          | 26  | 9  | 1   | 8   | 8  | 25:26 | −1    | 37     |
| 05.  | Joinville EC               | 22  | 9  | 5   | 4   | 4  | 27:20 | +7    | 41     |
| 06.  | SER Caxias do Sul          | 22  | 10 | 2   | 3   | 7  | 31:24 | +7    | 37     |
| 07.  | Valeriodoce EC             | 22  | 10 | 2   | 3   | 7  | 31:24 | +7    | 37     |
| 08.  | Operário FC (MS)           | 22  | 8  | 3   | 4   | 7  | 26:28 | −2    | 34     |
| 09.  | América Mineiro            | 16  | 7  | 2   | 2   | 5  | 17:10 | +7    | 27     |
| 10.  | Fluminense de Feira FC     | 14  | 5  | 3   | 3   | 3  | 12:8  | +4    | 24     |
| 11.  | Botafogo FC (SP)           | 16  | 5  | 2   | 3   | 6  | 15:15 | ±0    | 22     |
| 12.  | Avaí FC                    | 16  | 5  | 1   | 4   | 6  | 18:16 | +2    | 21     |
| 13.  | Atlético Goianiense        | 16  | 6  | 0   | 3   | 7  | 23:23 | ±0    | 21     |
| 14.  | AE Catuense                | 16  | 4  | 2   | 3   | 7  | 19:23 | −4    | 19     |
| 15.  | EC Juventude               | 16  | 3  | 3   | 0   | 10 | 8:21  | −13   | 15     |
| 16.  | Ceará SC                   | 10  | 2  | 2   | 1   | 5  | 6:12  | −6    | 11     |
| 17.  | Grêmio Maringá             | 10  | 3  | 2   | 1   | 4  | 7:13  | −6    | 14     |
| 18.  | Londrina EC                | 10  | 3  | 1   | 1   | 5  | 8:13  | −5    | 12     |
| 19.  | CA Juventus                | 10  | 2  | 2   | 2   | 4  | 9:9   | ±0    | 12     |
| 20.  | Central SC                 | 10  | 1  | 3   | 2   | 4  | 3:8   | −5    | 11     |
| 21.  | EC Pelotas                 | 10  | 2  | 1   | 2   | 5  | 8:12  | −4    | 10     |
| 22.  | FC Treze                   | 10  | 1  | 1   | 3   | 5  | 7:12  | −5    | 8      |
| 23.  | Uberlândia EC              | 10  | 1  | 2   | 1   | 6  | 9:15  | −6    | 8      |
| 24.  | Rio Branco AC              | 10  | 1  | 2   | 0   | 7  | 6:23  | −17   | 7      |